# Giorgio Gambino
Pour les articles homonymes, voir Gambino.
Giorgio Gambino (né et mort à des dates inconnues) est un joueur de football italien, qui jouait au poste d'ailier.

## Biographie
Gambino évolue durant deux saisons pour le club turinois de la Juventus, de 1923 à 1925, et joue sa première confrontation le 13 avril 1924 contre le club du Virtus Bologne (il signe le but de la victoire 1-0). Il joue son dernier match le 8 mars 1925 contre le Bologne FC 1909 lors d'une défaite 2-1. 
Il joue au total 17 matchs et inscrit 5 buts en faveur des bianconeri.

### Statistiques
| Saison         | Club           | Championnat     | Championnat | Championnat |
| Saison         | Club           | Compétition     | Matchs      | Buts        |
| -------------- | -------------- | --------------- | ----------- | ----------- |
| 1923-1924      | Juventus       | Prima Divisione | 2           | 1           |
| 1924-1925      | Juventus       | Prima Divisione | 16          | 4           |
| Total Juventus | Total Juventus |                 | 18          | 5           |
| Total carrière | Total carrière |                 | 18          | 5           |